# Рото-роман
Рото-роман је назив за јефтина издања белетристике која су на нашим просторима била популарна у другој половини 20. века. Најчешће су обухватала дела тривијалне књижевности. Штампани су у великим тиражима и били намењени најширој публици. Најчешће су сматрани штивом без било какве литерарне или друге вредности осим забаве. Жанровски, у овој форми најчешће се објављују „кримићи” и „љубићи” и често су илустровани цртежима који прате радњу. Међу ауторима ових романа налазе се и познати писци и новинари, који ову врсту литературе пишу под псеудонимом. У Америци су се оваква издања појавила крајем 19. века и била су позната као Палп часопис (енгл. Pulp magazine).

## Етимологија
Назив „Рото-роман” настао је зато што су овакви романи, због јефтине и масовне продукције, штампани на рото-машинама и јефтином рото-папиру, у великом тиражу, попут дневних новина.
Ни самим теоретичарима књижевности није често јасно како исправно дефинисати и називати овакву литературу. У зборнику текстова Тривијална књижевност из 1987. хрватски књижевник и историчар књижевности Павао Павличић дефинише их као „штиво које се репродукује штампарском техником, масовно дистрибуира и продаје (најчешће на специјализованим продајним местима-киосцима), припада некоме тривијалном жанру (кримићу, љубићу итд.) и инсистира на својој уметничкој природи и ауторству, па макар био и измишљен”. С друге стране, сами издавачи су уз ове романе везали појам „рото”, називајући тако и саме едиције, па се тако Вјесникова едиција џепних издања из 60-их година звала једноставно Рото роман.
Енглески израз „Pulp magazine” настао је на сличан начин. Реч „Pulp” односно „пулпа” односи се на лигноцелулозни влакнасти материјал који се добија хемијским или механичким раздвајањем целулозних влакана из дрвета и од ког се прави јефтина новинска хартија, погодна за штампање великих тиража.

## Историја
Претеча рото-романа су јефтине верске књижице које су се појавиле у САД у 19. веку. Иако су биле замишљене као поучне приче које упозоравају на погубан утицај порока, неки купци су без сумње читали ове приче „о невиним младим девојкама заведеним животом пуним алкохола и проституције” више ради забаве него због моралног надахнућа. Тако су ови приручници створили публику која је тражила сваковрсну фикцију. У почетку је ова потреба задовољавана причама у недељним новинама које су се појавиле средином 19. века, да би средином 60-их појавили читави романи малог формата у меком повезу, познати као „романи за грош” (енгл. dime novel).
Оцем рото-романа сматра се Френк Манзи (Frank A. Munsey), амерички писац и издавач који је 1882. покренуо недељни часопис за децу и током следеће деценије модификовао га на више начина. У садржај је унео сваку врсту фикције, прилагодио га старијој публици и прешао на јефтину штампу на целулозној хартији. Године 1896. објавио је први палп часопис Argosy. До 20-их година појавила су се издања специјализована за одређене жанрове. На врхунцу популарности, 30-их година 20. века, чинило се да је постојао часопис за свачије интересовање: хорор, спорт, гангстере, романсу, каубоје, Научну фантастику... Пошто су зараде биле мале, издавачи су стално мењали своју понуду и пратили нове трендове. Када би наслов почео да губи читаоце одмах би га одбацили и испробали нови жанр.
Почетком 40-их палп часописи, односно рото-романи, суочили су се са оштром конкуренцијом стрипова. Не само да су јунаци стрипова били блиставији, већ су се и бројни издавачи своје рото-романе претворили у стрипове када се нови медиј показао профитабилним. Затим је Други светски рат донео несташицу папира. Упркос томе, све популарнији био је нови формат — џепна књига (енгл. Pocket Book) у меком повезу (енгл. paperback), који се појавио непосредно пред рат. Џепна књига је нудила садржај рото-романа по истој цени и погодније величине. После рата тржиште џепних књига у Америци је процветало и рото-романи су полако почели да нестају.

### Рото-роман на просторима бивше СФРЈ
Управо у време када је рото-роман у Америци пао у заборав, на просторима бивше СФРЈ дошло је до експлозије популарности оваквих издања. После 1950. године дошло је до либерализација цена сировина, што је довело до поскупљења књига у ионако слабо развијеној мрежи књижара. Уску повезаност са животним стандардом становништва потврђује и анкета о читалачким навикама спроведена раних шездесетих година испред београдских фабрика, када су радници јединствено одговорили да радије одвоје 100 динара за рото-роман него 1.000 или 2.000 динара за неко „озбиљно” дело у књижари. Други мотиватор ове појаве били су сами издавачи. Наиме, рото-романи били су „златна кока” која је помагала да се одржава скупа производња информативних медија лишених шунда. Да је публика радо куповала ова издања, сведочи и статистика:
- у Југославији је 1971. године излазила 71 серија рото-романа,
- Укупан тираж ових издања те године износио је 90.467.000 примерака,
- то је значило један роман на 375 становника, док истовремено у САД, колевци рото-романа, један примерак долази на 1.171 становника.

Жанровски, на просторима некадашње Југославије у овој форми најчешће су објављивани кримићи, љубићи, вестерни, а нешто касније и романи о нинџа ратницима.
Неке од најпопуларнијих едиција рото-романа у некадашњој Југославији биле су Ласо, X-100, Љубавни викенд роман, Рото роман, Живот и друге. Међу највећим издавачима рото-романа били су загребачки Вјесник и новосадски Дневник.

## Конзументи рото-романа
Загребачки Вјесник, један од највећих издавача рото-романа, 70-их година спровео право истраживање тржишта своје публике и утврдио да чак 30,3% читалаца њихове едиције рото-романа Ласо има незавршену или само завршену основну школу, а 57,3 % незавршену или завршену само средњу школу, што је пружало додатне аргументе заступницима тезе да су рото романи „нижи” облик литературе. Слична ситуација била је и на америчком тржишту. Рото романи били су привлачни првенствено средњој и образованој нижој класи, али су привлачили страствене читаоце из свих слојева друштва. Хенри Стигер (енгл. Henry Steeger), један од некадашњих издавача рото-романа у Америци, у предговору за књигу The Pulps Тонија Гудстона тврди да су се међу претплатницима његових издања налазили, између осталих, Хари Труман и Ал Капоне. Према неким изворима, редован читалац Луна, једног од најпопуларнијих јунака рото-романа у СФРЈ, био је и Јосип Броз Тито.

## Аутори рото-романа
Аутори рото-романа углавном су писали под псеудонимом. У некадашњој СФРЈ писци су се редовито скривали иза америчких и енглеских имена. Разлози за то били су вишеструки. Често су аутори били озбиљни писци и новинари који су се стидели због писања тривијалности за новац, али су псеудониме тражили и сами издавачи који су веровали да ће страно име донети више читалаца, односно купаца. 
- Чувени хрватски писац и новинар Ненад Брикси користио је тако за свој серијал хумористично-криминалистичких романа о неспретном новинару име самог главног јунака — Тимоти Тачер.
- Најбољи пример комбинације доброг псеудонима и узбудљивог садржаја постао је серијал романа о Луну, храбром борцу против злочина. Званично је аутор био Фредерик Ештон,[9] а заиста га је писао новосадски новинар и писац Митар Милошевић. Популарност је Луна довела и на суд. Наиме, сумњало се да је психопата Метод Тробец за своја злодела инспирацију нашао управо у лику једног негативца из Лунових авантура, али је злочинац на суђењу изјавио „За читање криминалистичких романа једноставно нисам имао времена”, па је ова сумња одбачена. Колико су писци рото-романа брижљиво скривали свој идентитет сведочи и податак да је писац Момчило Миланков у једној својој критици написао да је за лош Лунов језик крив преводилац.
- Осамдесетих година изузетно популаран лик је био и амерички нинџа ратник Лесли Елдриџ. Његове авантуре потписивао је писац Дерек Финеган, псеудоним иза ког се наводно скривао Брана Николић, уредник низа стрипова Дечијих новина.
- Љубавни романи из Вјесникове едиције Живот 1971. године били су продати у 3.772.456 примерака. Више од 1500 љубавних прича које су излазиле у овој едицији написала је сама уредница ове едиције Ана Жупан, под псеудонимом Ана Жубе.[7]
- У библиографији Мирослава Антића тинејџерски љубавни роман „Степенице страха“, објављен 70-их година као рото-роман у едицији Љубавни викенд роман, а 2021. као тинејџерски роман.[8]
- Један од првих писаца рото-романа у Србији био је и Жика Тодоровић, чувени Жика Стрип, који их је писао и сам издавао још крајем 60-их. Како је био првенствено аутор стрипова, он је своје крими романе и стриповао.[10]

## Друштвени утицај
Као производ палп часопис или рото-роман показао се краткотрајном формом. Од хиљада различитих наслова и ликова већина је заборављена и за њих се интересују само колекционари и историчари. Ипак њихов утицај, посебно у Америци, остао је значајан до данас. Управо су они обликовали сваки жанр популарне фикције и препознају се у сваком суперхероју на филму, телевизији и забавној литератури, поставши извор америчке митологије.